# Cheung Ka Long
Dans ce nom cantonais, le nom de famille, Cheung, précède le nom personnel Ka Long.
Edgar Cheung Ka Long, né le 10 juin 1997, est un escrimeur hongkongais pratiquant le fleuret.
Après des débuts prometteurs en cadet, il remporte le championnat d'Asie senior à seulement dix-huit ans. Il est double champion olympique lors des Jeux olympiques de 2020 puis des Jeux olympiques de 2024. Son entraîneur est l'escrimeur Grégory Koenig.

## Carrière
Cheung est no 1 mondial chez les cadets en 2014. Il est encore cadet quand, âgé de quinze ans, il remporte ses premiers points pour la Coupe du monde senior lors du Grand Prix de Tokyo. Il entame une progression rapide et fait déjà partie des huitièmes de finaliste lors des championnats du monde 2015 à tout juste dix-huit ans. 
En 2016, Cheung obtient sa qualification pour les Jeux de Rio en remportant le tournoi de qualification olympique de la zone Asie-Océanie dans la ville de Wuxi. Deux jours plus tard, il enchaîne en remportant le championnat continental senior devant les favoris chinois et japonais. Il bat notamment le champion du monde en titre Yūki Ōta en quart de finale. Aux Jeux olympiques, il est battu en huitièmes par la surprise brésilienne Guilherme Toldo, qui avait déjà battu Ōta au tour précédent.
En 2017, il devient champion du monde junior en individuel.
En 2020, il est l'un des artisans de la qualification inédite de l'équipe de Hong Kong aux Jeux olympiques de Tokyo, qui se classe première équipe asiatique au classement mondial. Cette performance lui vaut d'être nommé porte-drapeau de la délégation hongkongaise lors de la cérémonie d'ouverture en 2021. Sûrement galvanisé par ce statut, Cheung, en individuel, déjoue les pronostics en atteignant la finale, battant Julien Mertine (15-12) au premier tour et balayant le no 1 mondial Alessio Foconi au second (15-3). Après avoir été mené 14-9, il écarte l'espoir russe Kirill Borodachev en quart de finale sur la plus petite marge possible (15-14) avant de dominer Alexander Choupenitch en demi-finale (15-10). Enfin, il domine le champion olympique en titre, Daniele Garozzo, en finale de l'épreuve par 15 touches à 11. Initialement mené 1-4, il marque neuf des dix touches suivantes pour prendre un avantage de cinq touches (10-5). Malgré le sursaut d'orgueil du champion italien, qui remonte à 10-9, Cheung, du haut de ses 24 ans, ne s'effondre pas et réalise une fin d'assaut pleine de maîtrise. Menant de nouveau 13-9, il essuie une nouvelle fois le retour menaçant de Garozzo, à 13-11, et marque les deux dernières touches pour devenir champion olympique, le premier de son pays en escrime. C'est aussi la deuxième médaille d'or du pays aux Jeux, 25 ans après le titre de Lee Lai Shan aux Jeux olympiques d'été de 1996.
En 2022, Cheung continue sur sa lancée en remportant à Paris le tournoi d'ouverture de la saison et sa première victoire sur le circuit de la Coupe du monde. Comme aux Jeux olympiques, sa victoire se fait aux dépens d'un escrimeur italien, Edoardo Luperi et comme aux Jeux, Cheung inflige au no 1, Alessio Foconi, une sévère défaite (15-4). Cette victoire le place au deuxième rang du classement mondial.
Après les Jeux de 2020, il est encore nommé porte-drapeau de la délégation de Hong Kong aux Jeux olympiques d'été de 2024 à Paris en compagnie de la nageuse Siobhán Bernadette Haughey. Le 29 juillet, sûr de sa première place mondiale de la saison passée, il atteint la finale après un beau parcours notamment en ayant éliminé en quarts de finale l'espoir de médaille français Enzo Lefort, après avoir été mené 14-11. Il défendit par la suite son titre olympique après une finale étouffante contre l'Italien Filippo Macchi qui l'a vue mené 12-14 avant qu'il ne parvienne à égaliser, puis marquer la touche décisive après deux touches doubles déclarées « action simultanée » par l'arbitre de l'assaut.

## Palmarès
- Jeux olympiques
  -  Médaille d'or aux Jeux olympiques de 2020 à Tokyo
  -  Médaille d'or aux Jeux olympiques de 2024 à Paris

- Championnats du monde d'escrime
  -  Médaille de bronze aux championnats du monde d'escrime 2022 au Caire

- Championnats d'Asie d'escrime
  -  Médaille d'or aux championnats d'Asie d'escrime 2016 à Wuxi
  -  Médaille d'or aux championnats d'Asie d'escrime 2022 à Séoul
  -  Médaille d'argent aux championnats d'Asie d'escrime 2017 à Hong Kong
  -  Médaille d'argent aux championnats d'Asie d'escrime 2019 à Tokyo
  -  Médaille de bronze aux championnats d'Asie d'escrime 2015 à Singapour
- championnat de France par équipes
  -  Médaille de bronze aux  championnats de France d'escrime par équipes 2022
  -  Médaille d'argent aux  championnats de France d'escrime par équipes2023
  -  Champion de France par équipe aux championnats de France d'escrime 2024

## Classement en fin de saison
| Année | 2012 | 2014 | 2015 | 2016 | 2017 | 2018 | 2019 | 2020 | 2021 | 2022 | 2023 | 2024 |
| ----- | ---- | ---- | ---- | ---- | ---- | ---- | ---- | ---- | ---- | ---- | ---- | ---- |
| Rang  | 215  | 78   | 31   | 16   | 13   | 11   | 14   | 19   | 4    | 2    | 7    | 1    |